# Queen Elizabeth osztály
A Queen Elizabeth osztály az Egyesült Királyság Királyi Haditengerészetének két egységből (HMS Queen Elizabeth (R08), HMS Prince of Wales (R09)) álló szuper repülőgép-hordozó osztálya, tagjai minden idők legnagyobb brit hadihajóinak számítanak. Az 1970-es, 1980-as évek fordulóján megépített háromtagú Invincible osztály könnyű repülőgép hordozóinak, és az HMS Ocean helikopter-hordozónak a lecserélésre és pótlására szánták őket. Az osztály névadóját, az HMS Queen Elizabeth-et 2014. július 4-én nevezték el I. Erzsébet angol királynő tiszteletére. A második hajót, a HMS Prince of Wales-t 2017. december 21-én bocsátották vízre, és 2019. december 10-én állították szolgálatba, nevét a mindenkori brit trónörökös címéről kapta. Az osztályt eredetileg háromtagúra tervezték, kettőt a brit, egyet, a Richelieu nevűt (Porte-Avions 2 - 2. számú repülőgép-hordozó) pedig a francia haditengerészet kapott volna, Franciaország azonban 2013-ban úgy döntött, hogy mégsem rendeli meg saját hordozóját. Sokáig bizonytalan volt az HMS Prince of Wales sorsa is, komolyan felvetődött építésének leállítása, vagy külföldi eladása is.
Végül egy 2014-es Wales-i csúcstalálkozón jelentette be David Cameron akkori miniszterelnök, hogy az osztály második hajóját is üzembe helyezik. Ezt megerősítette a kormány 2015. novemberi stratégiai védelmi áttekintése, amely szerint mindkét repülőgép-hordozó szolgálatba áll, és az egyikük bármikor bevethető lesz.
Az 1950-es években szolgálatba állított, még a II. világháború idején tervezett, az 1970-es években a szolgálatból kivont Audacious osztály óta a Queen Elizabeth típus jelentette az első nagy méretű brit repülőgép-hordozókat. Az 1960-as években a brit haditengerészet tervezett egy nagy méretű repülőgép-hordozó típust, a CVA-01 osztályt, melynek első egysége szintén az HMS Queen Elizabeth nevet viselte volna, de megépítésüket 1966-ben törölték.

## Jellemzők
Egy hordozó legénysége összesen 1600 fő, ebből 672 fő magának a hajónak a legénysége, még 928 fő a repülőcsoport személyzete. 
A hajók vízkiszorítása 65 000 tonna, de a kialakításuk lehetővé teszi, hogy elérhessék a 70 000 tonnát is, mivel a hajókat élettartamuk során korszerűsíteni fogják, amely a vízkiszorítás növekedésével jár majd. A Védelmi Minisztérium úgy döntött, hogy a nukleáris meghajtást magas költségigénye miatt nem használja, hanem a hajók integrált elektromos meghajtást, két Rolls-Royce Marine Trent MT30 36 MW gázturbinát, és négy Wärtsilä 38 dízelmotort kapnak. A repülőgép-hordozók parancsnoki hídját, navigációs egységeit és a repülési irányító központot tartalmazó egyetlen torony helyett, a Queen Elizabeth osztály hajóinak fedélzetén két külön felépítmény kapott helyet. Ez az elrendezés csökkentett szél-turbulencia és a fedélzeti hely felszabadítása miatt tűnik előnyösnek.

### Az osztály egységei

#### HMS Queen Elizabeth(R08)

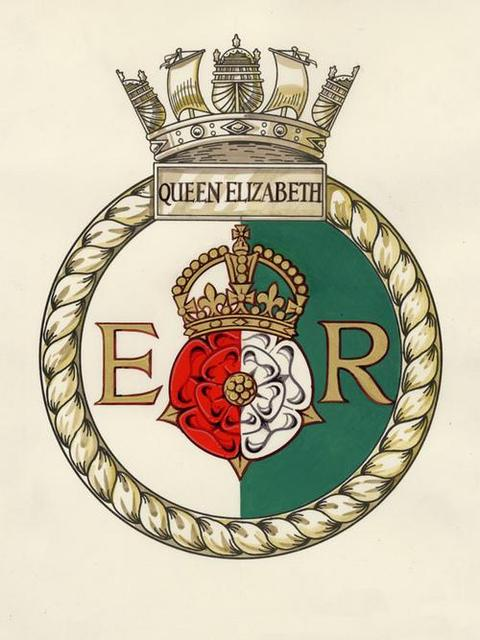
Az HMS Queen Elizabeth (R08) brit repülőgép-hordozó hajójelvénye.
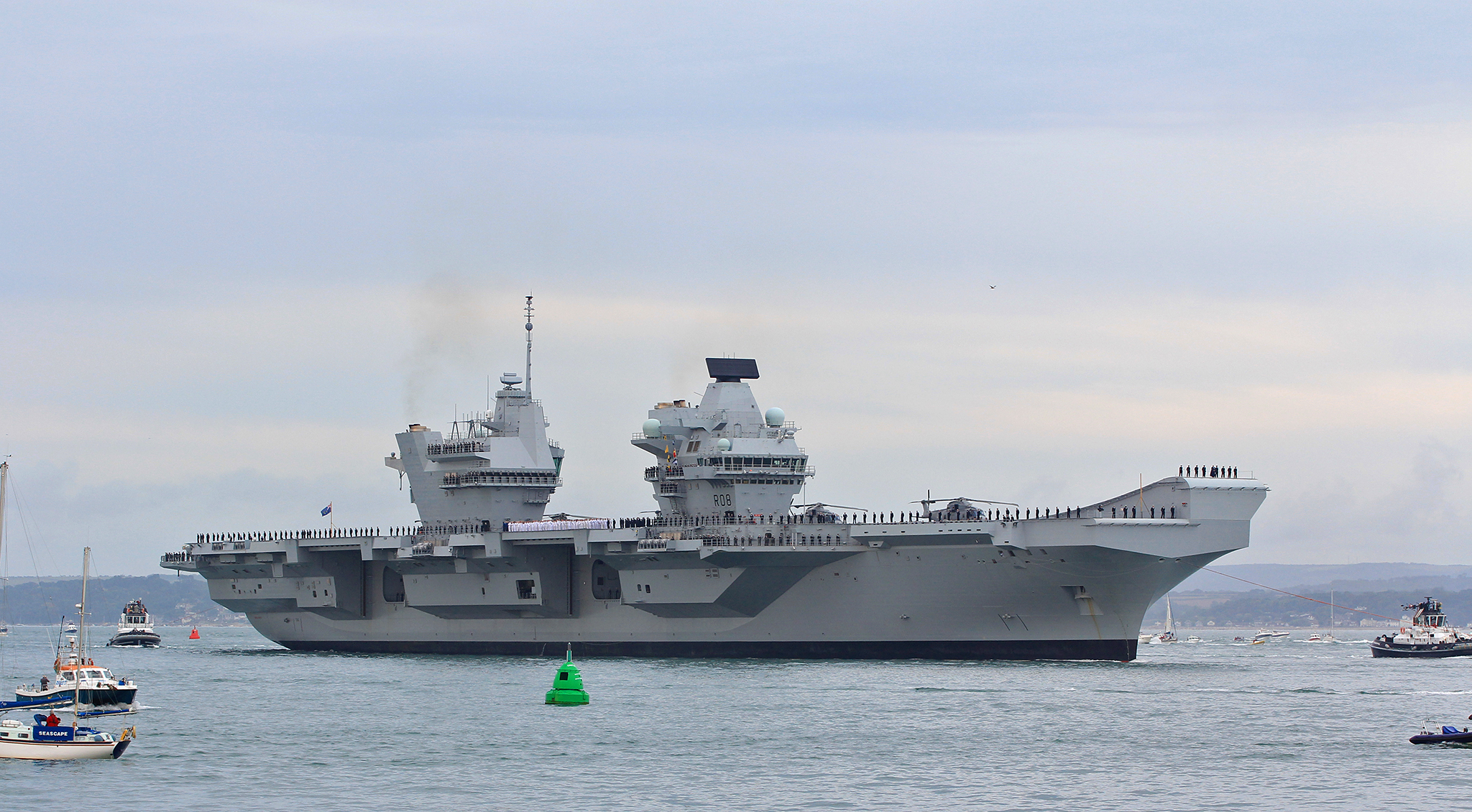
Az HMS Queen Elizabeth brit repülőgép-hordozó 2017-ben.
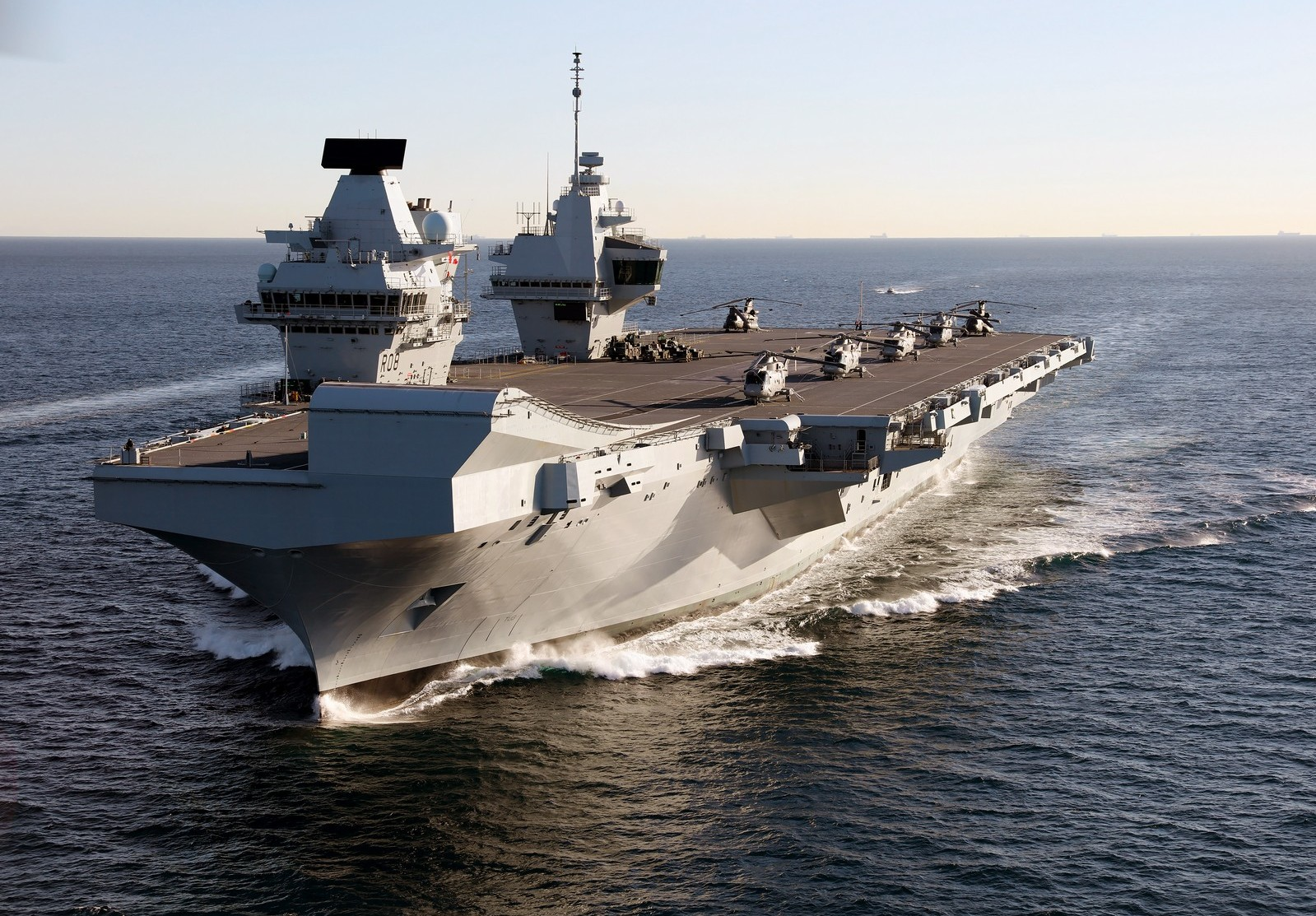
Az HMS Queen Elizabeth brit repülőgép-hordozó 2018-ban. A képen jól látható a fedélzet két elkülönített torony felépítménye.
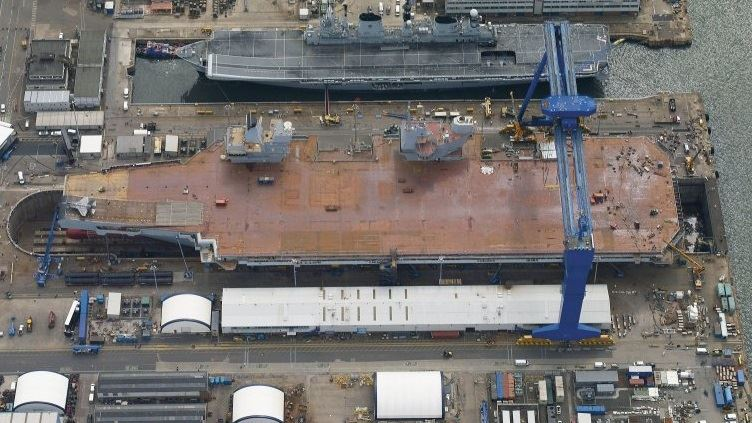
Az HMS Queen Elizabeth szuper repülőgép-hordozó 2014-ben, mellette az HMS Illustrious könnyű repülőgép-hordozó látható.

#### HMS Prince of Wales(R09)

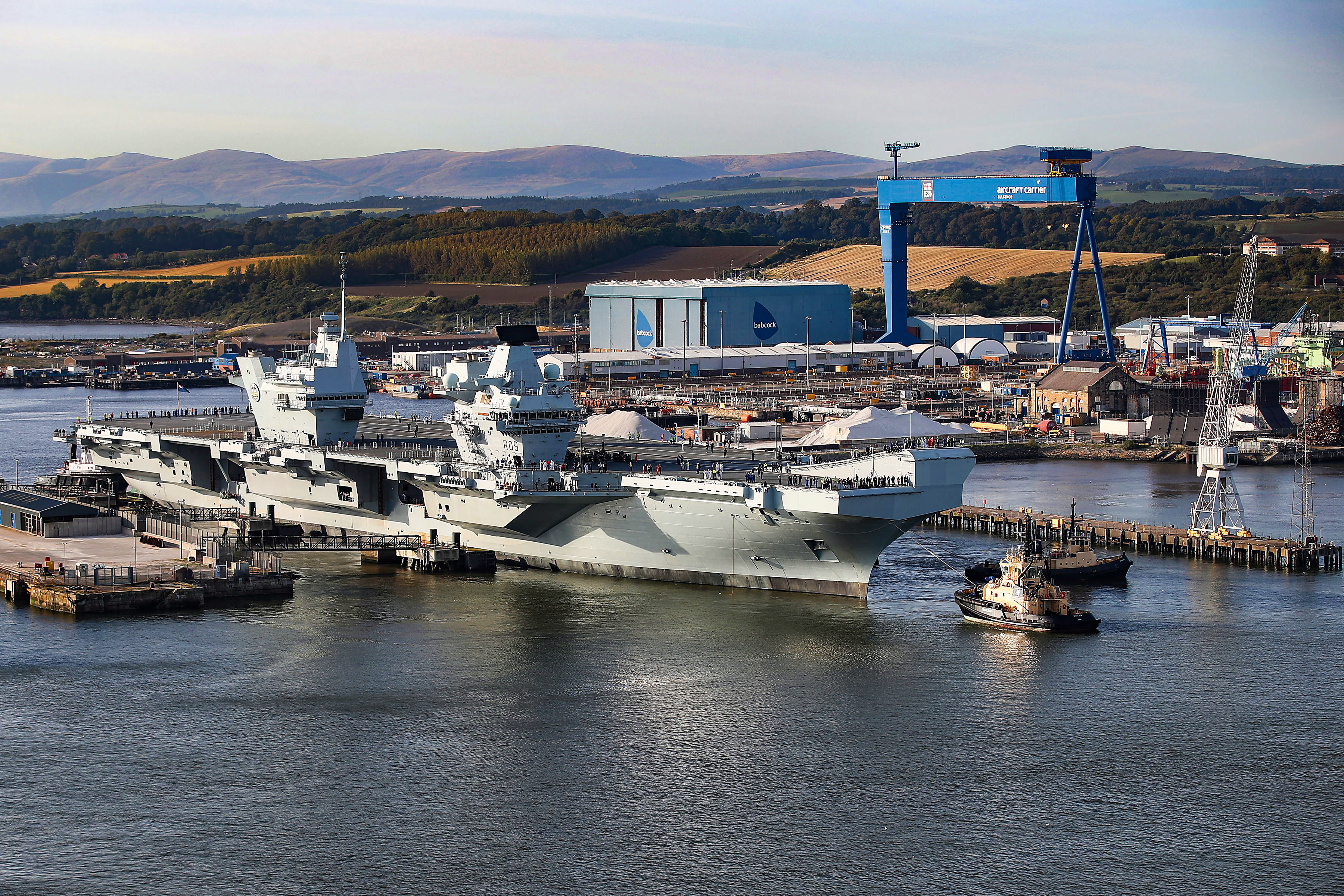
Az HMS Prince of Wales (R09) brit repülőgép-hordozó első kifutása során 2019-ben.
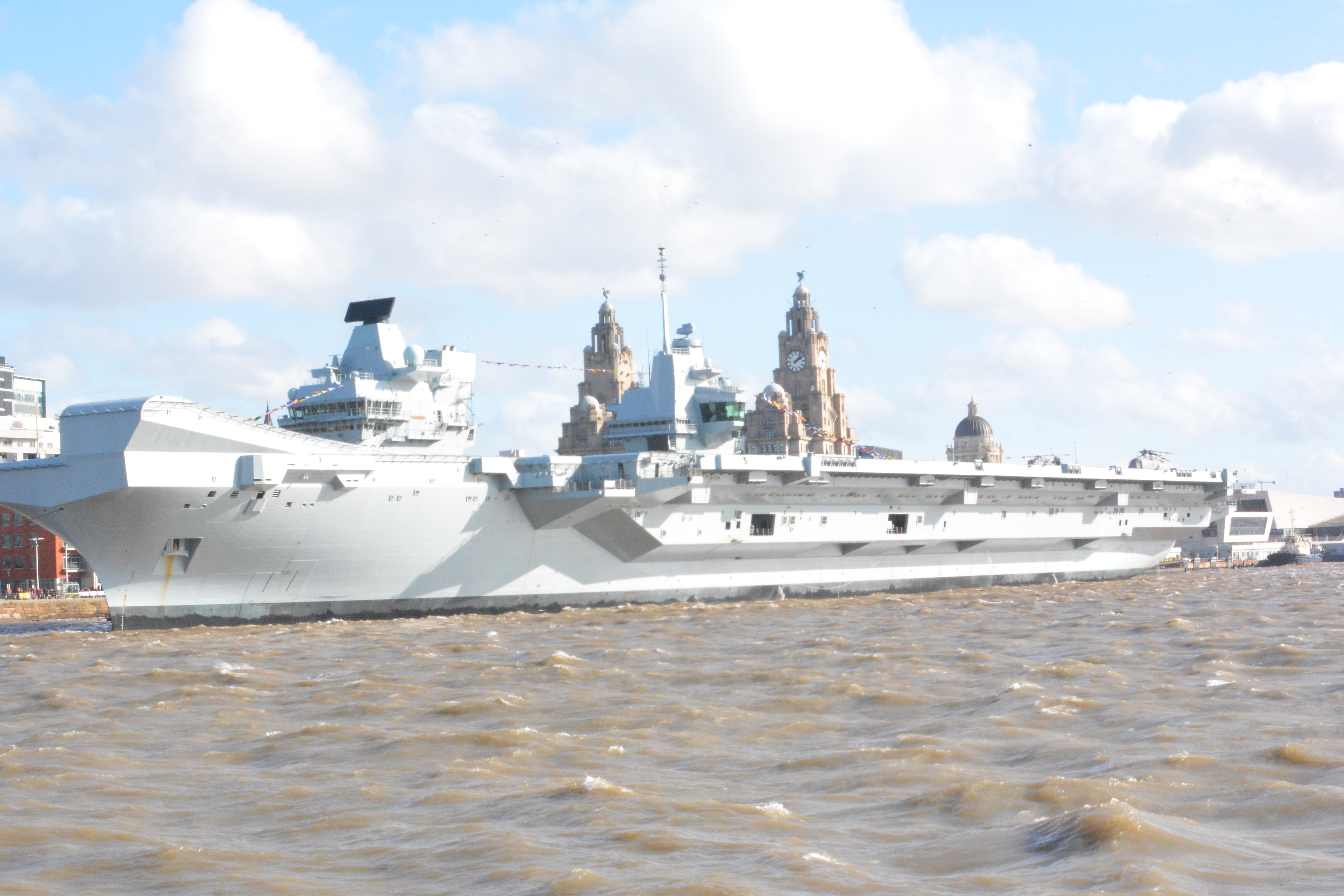
Az HMS Prince of Wales brit repülőgép-hordozó 2020-ban.

#### Richelieu(PA2)
Franciaország is felismerte, hogy ha tengeri nagyhatalom kíván maradni, akkor szüksége lenne egy szuper kategóriás repülőgép-hordozóra a csak közeped méretű Charles de Gaulle (R91) mellett. Intenzív együttműködés kezdődött Nagy-Britanniával, melynek eredményeként a Queen Elizabeth osztály eredetileg háromtagú lett volna, a harmadik, kissé módosított, ugrósánc nélküli egység a Francia Haditengerészet (Marine Nationale) számára épült volna. A Richelieu, vagy 2. számú repülőgép-hordozó (Porte-Avions 2) építését végül 2013-ban törölték. Franciaország e helyett inkább önálló, a britektől teljesen független szuper repülőgép-hordozó programba kezdett - PANG (Porte Avion Nouvelle Generation - új generáviós repülőgép-hordozó) . Ez sokak szerint alapvetően hibás döntésnek bizonyult, ugyanis az önálló francia szuper hordozó leghamarabb 2038-ban, jó két évtizeddel a Queen Elizabeth osztály után állhat csak szolgálatba.

A Queen Elizabeth osztály harmadik, kissé módosított, ugrósánc nélküli francia egysége, a rajzon látható Richelieu, vagy 2. számú repülőgép-hordozó (Porte-Avions 2) építését 2013-ban törölték.

### Kísérőhajók
Alapvetően a két új szuper repülőgép-hordozó kísérőhajójának épült 2003 és 2013 között a hat darab nagy méretű, 8500 tonnás, Daring osztályú, 45-ös típusú (Typ 45 Destroyer) romboló, az HMS Daring (D32), HMS Dauntless (D33), HMS Diamond (D34), HMS Dragon (D35), HMS Defender (D36), HMS Duncan (D37). A Queen Elizabeth osztályú hordozók kíséretére a Daring osztály rombolói mellett igénybe veszik a Duke osztály 23-as típusú (Typ 23 Frigate) 4900 tonnás fregattjait is. 

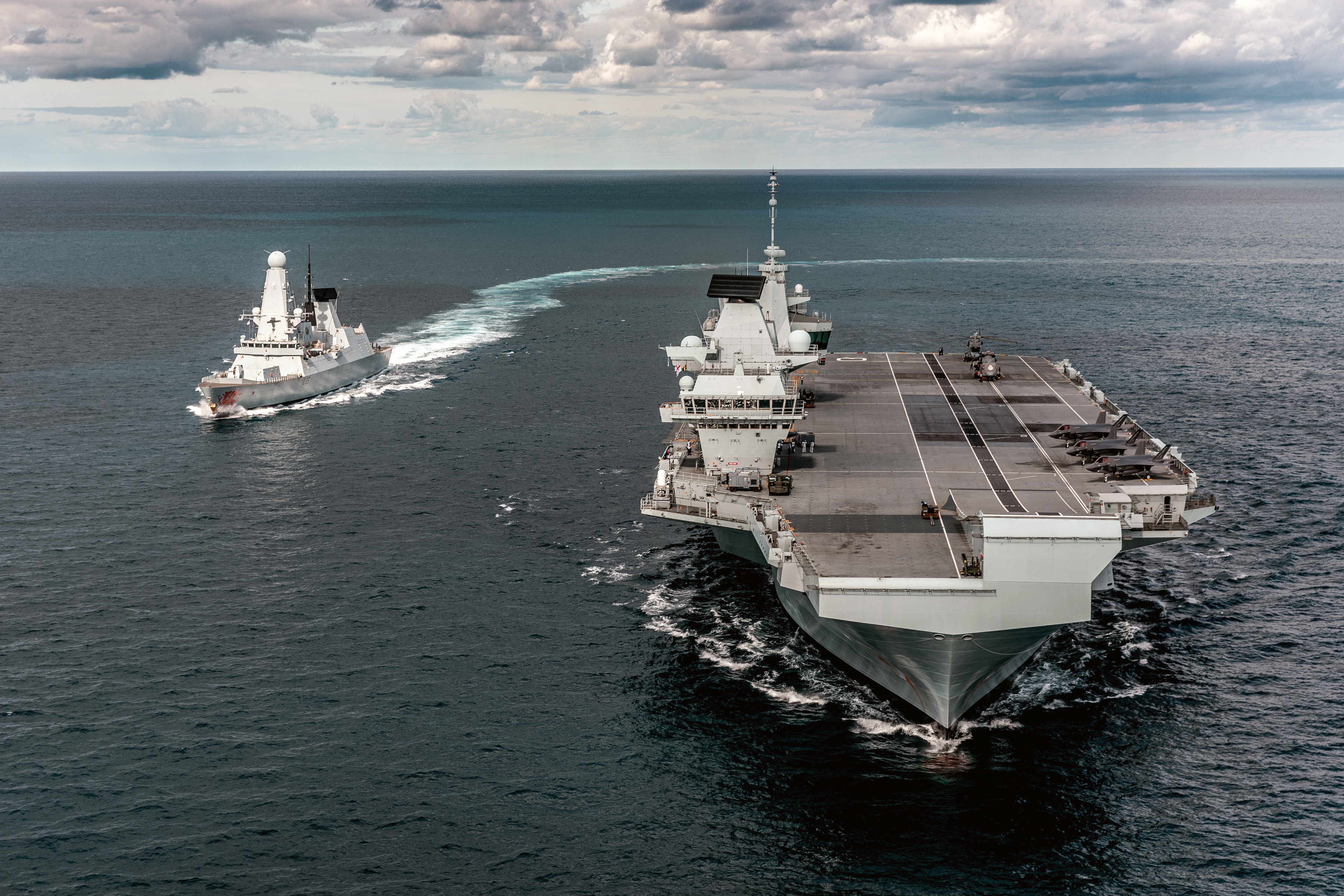
A Daring osztályú HMS Dragon (D35) romboló az HMS Queen Elizabeth kíséretében, 2019-ben.
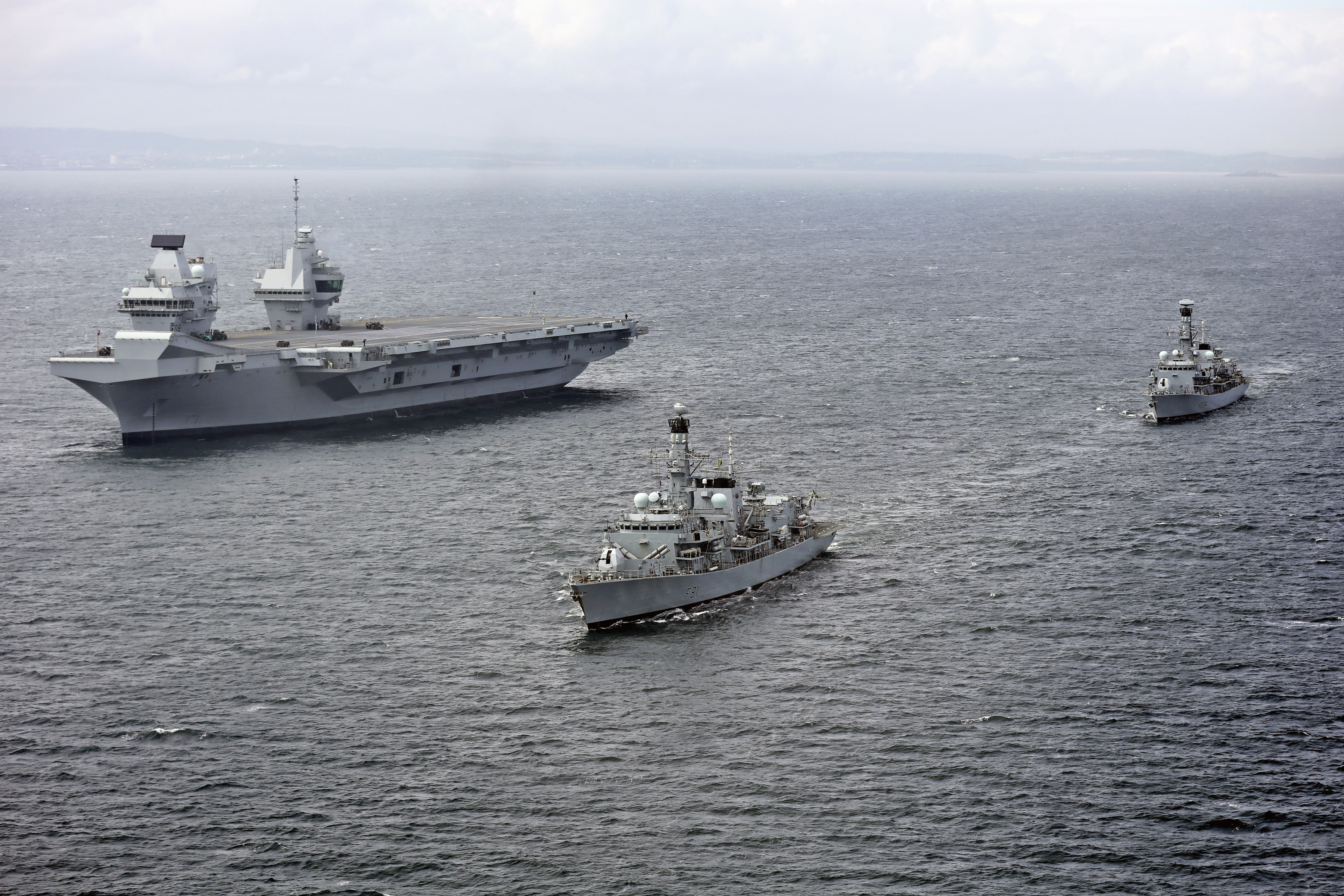
Az HMS Queen Elizabeth repülőgép-hordozó az HMS Sutherland (F81) és az HMS Iron Duke (F234) fregattok kíséretében.
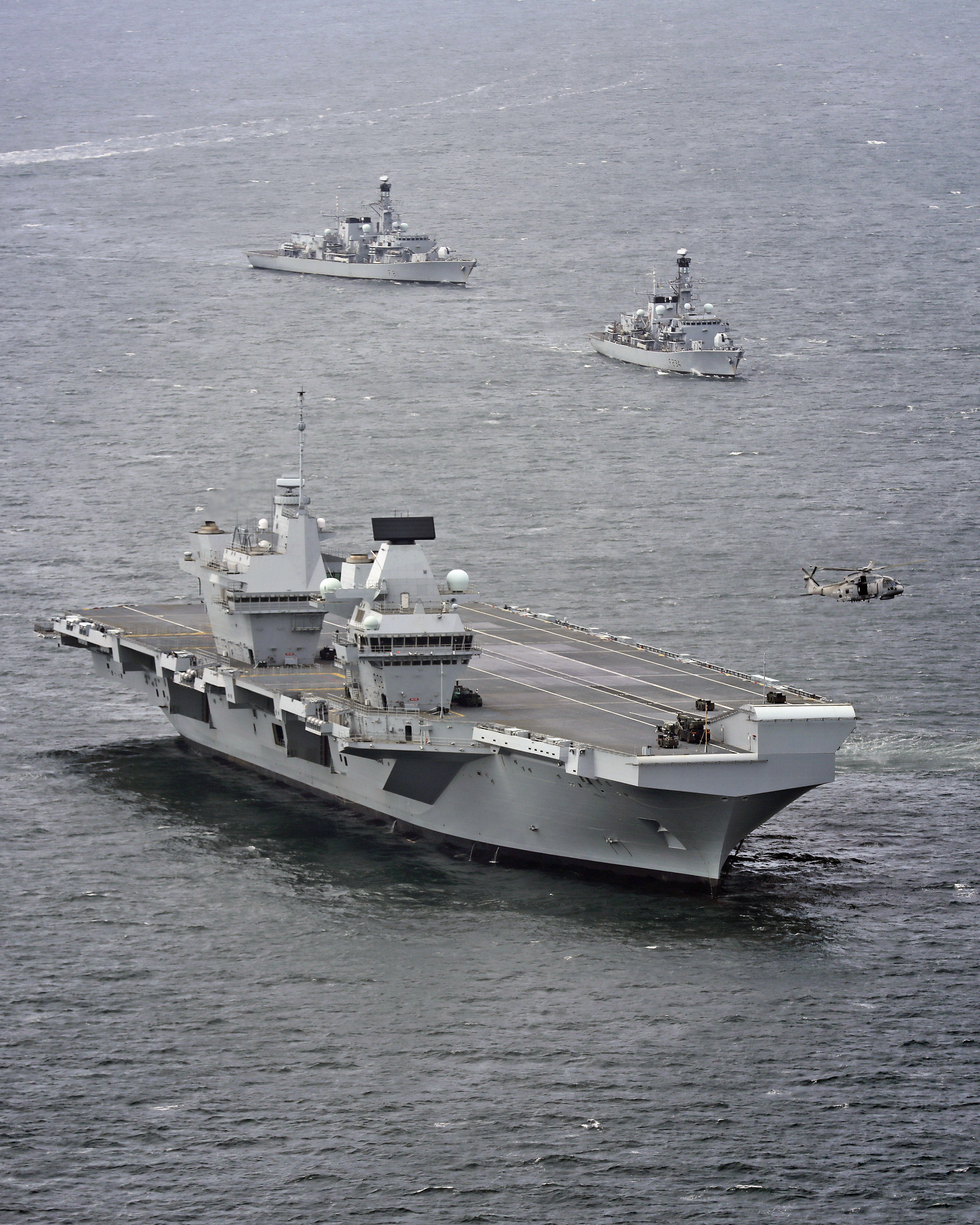
Az HMS Queen Elizabeth a Duke osztályú HMS Sutherland és a HMS Iron Duke fregattok kíséretében.

## Fordítás
- Ez a szócikk részben vagy egészben  a   Queen Elizabeth-class aircraft carrier című angol Wikipédia-szócikk fordításán alapul.  Az eredeti cikk szerkesztőit annak laptörténete sorolja fel. Ez a jelzés csupán a megfogalmazás eredetét és a szerzői jogokat jelzi, nem szolgál a cikkben szereplő információk forrásmegjelöléseként.